# Корпоративные коммуникации
Корпорати́вные коммуника́ции (англ. corporate communications) — это система управления внутренними и внешними потоками информации, нацеленными на создание положительного имиджа и благоприятного мнения о себе среди клиентов компании (существующих и потенциальных), ключевых партнёров, от которых зависит судьба компании, конкурентов, сотрудников компании и соискателей; это сообщения, исходящие от корпорации, её руководства к её сотрудникам, СМИ, партнёрам и широкой публике. Организации нацелены на передачу единообразного сообщения всем своим партнёрам, чтобы добиться последовательности своих действий, доверия со стороны и отображения этических норм компании. Корпоративные коммуникации помогают организации объяснить свои цели и задачи, сформулировать ценности и представления в единую связную концепцию.

## Методы и технологии
Существует три главных уровня планирования коммуникации, которые формируют основу бизнеса и деятельность компании: управленческие коммуникации, маркетинговые коммуникации и организационные коммуникации.
- Управленческие коммуникации существуют между руководством и внутренними и внешними аудиториями. Для поддержания управленческих коммуникаций компании зачастую опираются на маркетинговые и организационные коммуникации.
- Маркетинговые коммуникации занимаются рекламой товара, рассылкой по почте, личными продажами и спонсорской деятельностью. Как правило, большая часть бюджета компании выделяется именно маркетинговым коммуникациям.
- Организационные коммуникации осуществляются специалистами по связям с общественностью (в бизнесе и в государственных структурах), по связям с инвесторами, по корпоративной рекламе и по коммуникациям.

Функции корпоративной коммуникации: 
- конкретизация характера компании, находящейся под определённым брендом
- минимизация несоответствия желаемого имиджа компании и существующих характеристик бренда
- передача задач по средствам коммуникации
- формулировка и исполнение эффективных действий по коммуникации
- мобилизация внутренней и внешней поддержки корпоративных целей
- координация международных компаний

Исследовательские кампании более сотни организаций в США показали, что около 80 % фирм включают функции корпоративной коммуникации, так как они практикуют написание речей, налаживание связей со СМИ, коммуникацию между сотрудниками и корпоративную рекламу.
В большинстве компаний есть специально созданные структуры, в рамках которых специалисты налаживают коммуникации с разными аудиториями: сотрудниками компании, инвесторами, потребителями, государством и др.

## Управление внешними вызовами в корпоративных коммуникациях
В опубликованном Анненбергской школой коммуникаций и журналистики (Университет Южной Калифорнии) докладе «Общепринятая практика PR/COM индустрии» (GAP-VIII) отмечается значительное распространение методов управления внешними вызовами (Issues Management) в корпоративных коммуникациях. Если в 2009 году около половины из опрошенных топ-менеджеров отнесли работу с формируемой внешней повесткой к числу бюджетных приоритетов, то к 2013 году их число возросло уже до 71 %.
Элизабет Дугал из Института по исследованию связей с общественностью (IPR), ссылаясь на каноническую статью Роберта Хита «Управление вызовами: история, настоящее и будущее», сводит задачи менеджмента вызовов к «упреждающему, стратегическому управлению процессами, позволяющее организациям выявлять и своевременно реагировать на возникающие тенденции или изменения в общественно-политической среде».
По мнению Рината Резванова из Центра современного медиаменеджмента РАНХиГС, управление внешними вызовами — это именно то, чего зачастую и ожидает руководство компаний от своего PR/COM менеджмента: «умение заглянуть за угол» и предвидеть, как разные аудитории будут реагировать на различные события, сообщения и каналы. Как результат, демонстрируемая динамика позволила управлению внешними вызовами занять первое место по темпам роста и второе в перечне бюджетных приоритетов коммуникационной индустрии, согласно отчёту GAP-VIII.

## Составляющие

### Корпоративный брендинг
Корпоративный бренд — это восприятие компании как единого целого, включающего в себя и своё название разнообразные продукты и услуги, это общая визуальная уникальность компании за счёт установленного набора знаков и символов. Процесс корпоративного брендинга состоит из создания благоприятных ассоциаций и положительной репутации с помощью внутренних и внешних связей. Цель корпоративного брендинга — сформировать благоприятный имидж всех товаров и самой компании в целом, обращаясь к приятным впечатлениям потребителей.
Исследования показывают, что корпоративный брендинг следует применять компаниям, когда:
- существует значительная информационная пропасть между компанией и её клиентами[7], то есть потребитель получает мало информации о продуктах компании, о её деятельности и предложениях;
- потребитель ощущает высокую вероятность риска при покупке товара компании или использовании её услуг[8];
- особенности компании могли бы относиться к продукту или услуге, предлагаемым потребителю[9].

### Общая и внутренняяидентичность
Существует два подхода к определению идентичности
- Общая идентичность это подлинность и уникальность компании, которые отображаются как на внутреннем, так и на внешнем имидже и репутации с помощью корпоративной коммуникации;[10]
- Внутренняя идентичность включает в себя характеристики компании, которые считаются непосредственно сотрудниками ключевыми, отличительными и устойчивыми.[11]

Различают 4 типа идентичности:
- Воспринимаемая идентичность: набор атрибутов компании, которые обычно воспринимаются в глазах её сотрудников, как ключевые, отличительные и устойчивые;
- Проецируемая идентичность: самопрезентация организации и своего набора атрибутов, заявленная как открытым, так и скрытым образом с помощью коммуникации и символов и нацеленная на внутреннюю и внешнюю целевую аудиторию;
- Желаемая (или «идеальная») идентичность: идеализированный образ компании, в который, как представляется руководству, должна эволюционировать организация, находясь под их ведомством;
- Практическая идентичность: послания, которые организация посылает как сознательно, так и несознательно, через своё поведение и инициативы на всех уровнях компании.

### Корпоративная ответственность
Корпоративная ответственность (также часто называемая корпоративная социальная ответственность), социальная активность бизнеса, устойчивое развитие и осознанный капитализм — лишь некоторые часто обсуждаемые в СМИ термины. Усилия корпоративного маркетинга направлены на завоевание доверия и лояльности окружающих. Корпоративная ответственность основано на уважении компании к интересам общества, это проявляется тем, что компания отвечает за возможные последствия своих действий, которые могли, так или иначе, отразиться на потребителях, сотрудниках, партнёрах и окружающей среде.

### Корпоративная репутация
Репутация — это общая оценка организации её партнёрами; совокупность представлений о возможности компанией оправдать все ожидания клиента, независимо от его целей и задач (будь то покупка товара или инвестирование в акции)

### Кризисные коммуникации
Кризисные коммуникации иногда считаются одним из подвидов связей с общественностью и призваны защищать индивида или любую организацию во время периода трудного сообщения с общественностью, что может заметно нанести урон репутации. Эти вызовы могут принимать самые разнообразные формы, например, государственная проверка, уголовное обвинение, осведомление СМИ, судебный процесс, нарушение экологических норм и целый ряд других сценариев юридического, финансового или этического характера. Кризис можно определить как переходное состояние, в котором существующие средства достижения целей становятся неадекватными, в результате чего возникают непредсказуемые ситуации и проблемы.

### Внутренние коммуникации
По мере роста объёма коммуникаций большинство компаний создают отдельный орган, сотрудники которого занимаются многочисленными внутренними каналами сообщения, с помощью которых происходит коммуникация высшего руководства со всеми подчинёнными. Внутренние коммуникации представляют собой больше, чем просто заметки, публикации и радиовещания (не умаляя значимость последних), сегодня это построение целой корпоративной культуры, основанной на общих ценностях, для достижения превосходства компании. Характерные черты работы специалистов по внутренним связям:
- Эффективность: внутренние коммуникации направлены в первую очередь на распространение информации о деятельности компании;
- Общая картина: внутренние коммуникации используются для построения всеобщего понимания сотрудников о целях компании;
- Взаимосвязь: внутренние коммуникации поясняют связь отделов, сотрудников и их деятельность;
- Удовлетворённость: внутренние коммуникации совершенствуют удовлетворение собственной работой сотрудников.

### Отношения соСМИ
Роль специалиста по связям с общественность зачастую заключается в коммуникации с массовой аудиторией различными способами, которые могли бы служить интересам компании. Именно поэтому PR состоит из множества различных методов, цель которых донести информацию массовому зрителю; сюда входят спонсорские пакеты, организация мероприятий, налаживание контактов со СМИ и др. Исполняя свои обязанности, PR-менеджер должен также включить в своё сообщение обширную информацию о компании, чтобы донести до конечной инстанции стратегическое позиционирование компании. Такой способ работы гарантирует обозначение четкой границы между компанией и её конкурентами и рынком в целом.

#### Отношения со СМИ
Для построения благоприятных отношений с медиа, организации развивают положительные связи с влиятельными людьми в мире информации. Эта задача может лежать как на сотрудниках пресс-службы организации, так и на внешней PR компании.

#### «Первое лицо» организации
Публичные лица компании должны считаться авторитетными личностями в своем деле, тогда они смогу гарантировать, что организация всегда будет в центре внимания.
• Заведовать официальным веб-сайтом и всех других официальных страниц в Интернете;
• Следить за исходящим материалом;
• Мониторить отзывы печати.